# Yamaha SV
Yamaha SV Snoscoot / Snowsport är en snöskoterserie från Yamaha Motor Company. Den första modellen i SV-serien hette Snoscoot och hade en fläktkyld tvåtaktare på 80 cm3 motor. Uppföljaren var Snosport den introducerades 1990 och hade en fläktkyld tvåtaktare på 125 cm³.
Snöskotern hade kickstart och erbjöds med elstart. Yamaha använde sig av en framfjädring med A-armar. En konstruktion som idag är högst modern.

## Snoscoot/Snosport år för år
- 1988 Första snoscoot presenterades, modellbeteckningen var SV80M. Den fanns både med och utan elstart.
- 1989 SV80N var årets modellbeteckning. Nytt var en smärre förändring i boggin, man lade till ett vändhjul på bakaxeln.
- 1990 introduceras SV125P. SV80 fanns kvar och hade modellbeteckningen SV80P. Skillnaderna mellan SV80 jämfört med föregående år var obefintliga. SV125P var en helt ny snöskoter och delade endast modellbeteckningen SV med den mindre 80:an. Ny ram och ny huv.
- 1991 SV80:an försvann och nyheterna på SV125R som modellbeteckningen var, var ett bagagefack.